# Annapurna (Göttin)

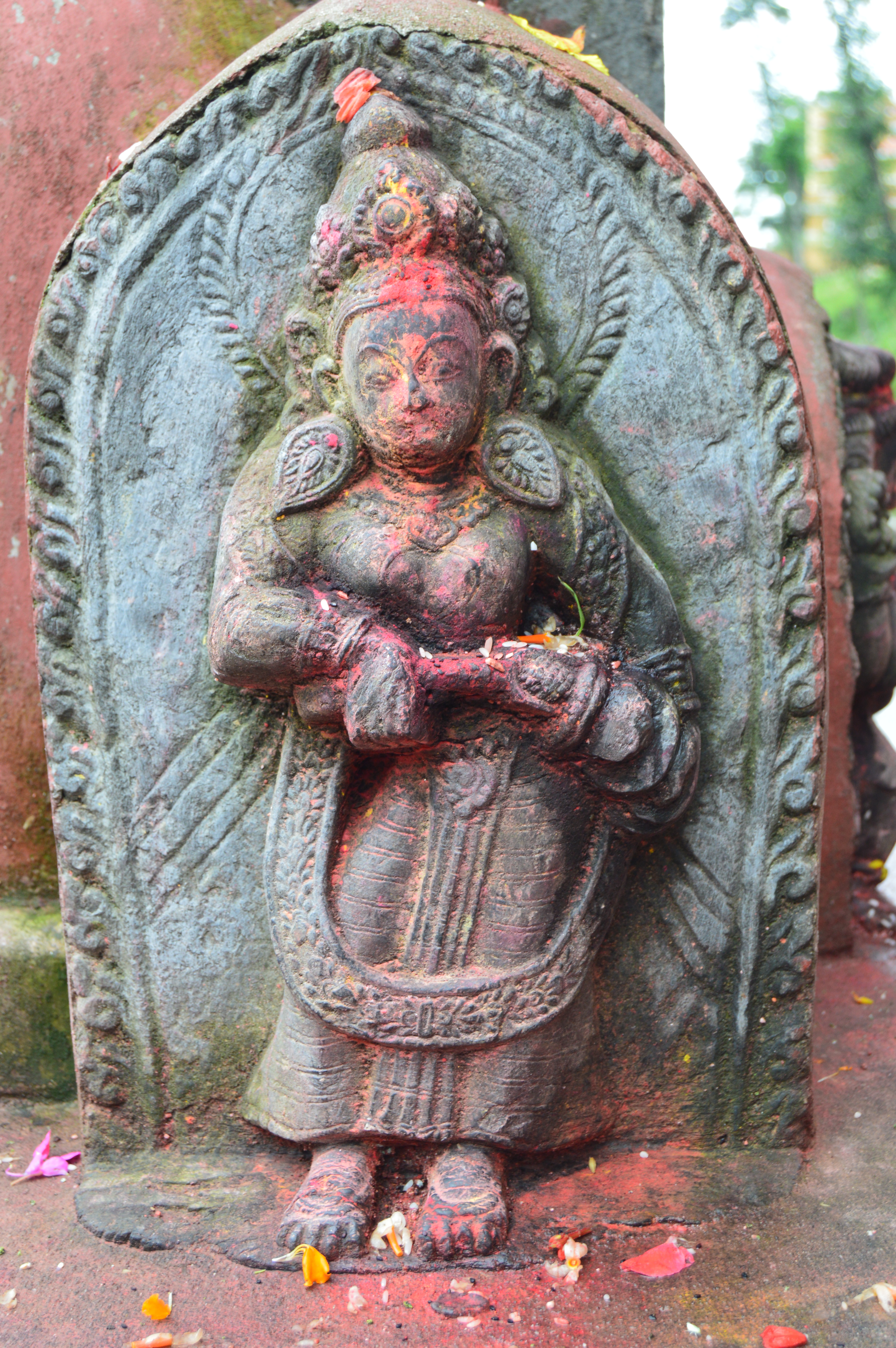
Annapurna, Kathmandu, Nepal

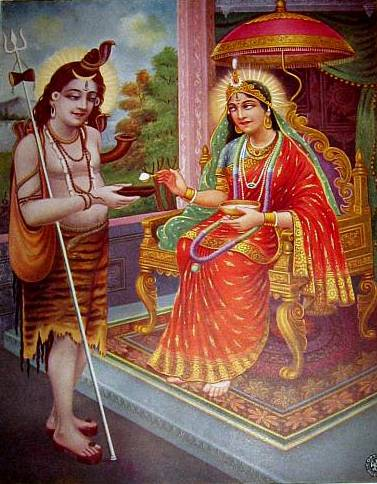
Annapurna und Shiva, neuzeitliches Gemälde

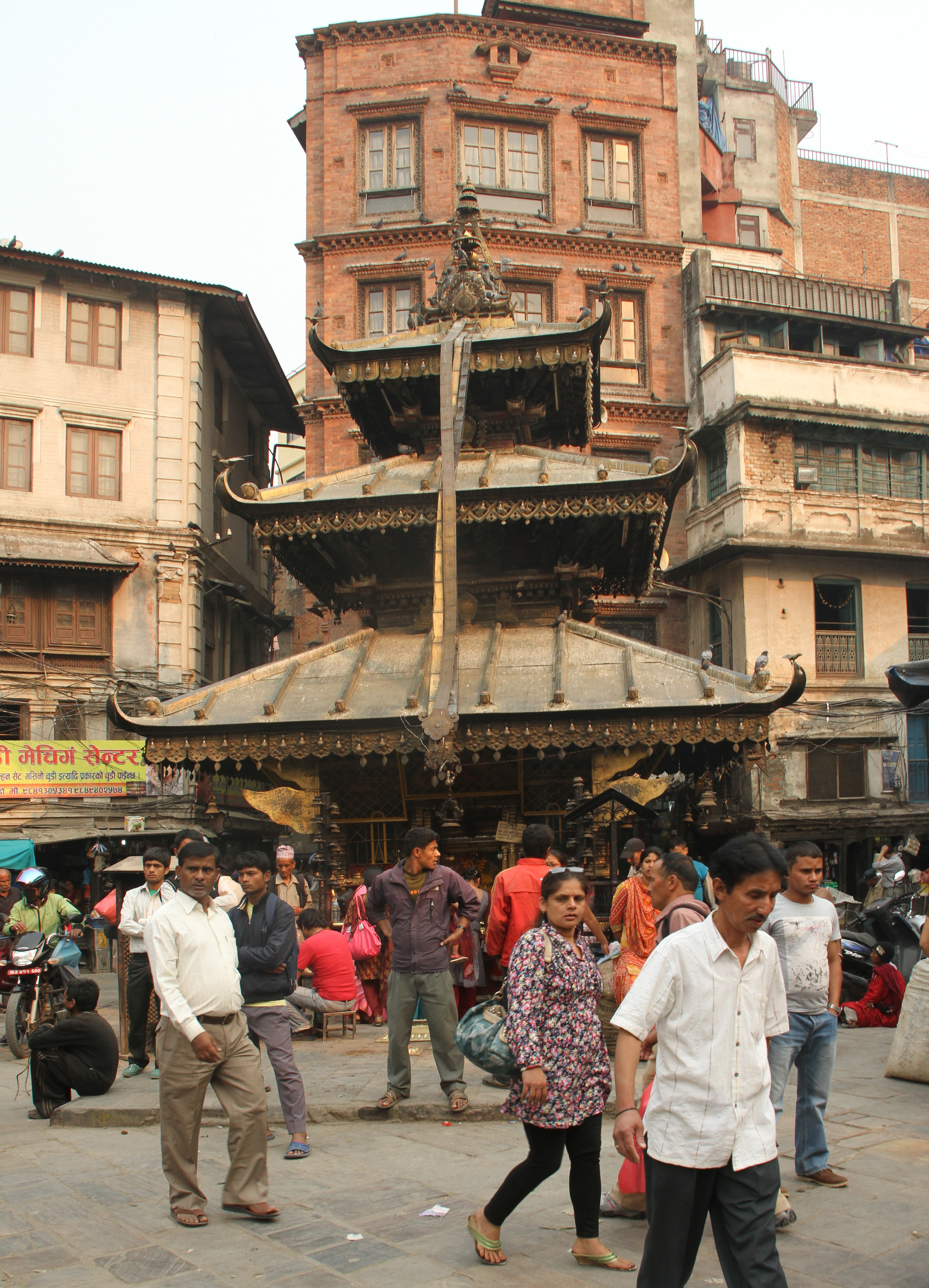
Annapurna-Tempel am Asan Tole in Kathmandu

Annapurna (bengalisch: অন্নপূর্ণা, Sanskrit अन्नपूर्णा annapūrṇā „die an Nahrung Reiche“, dabei bedeutet anna „Nahrung“ und pūrṇa „gefüllt; voll von“), auch Vishalakshi genannt, ist eine hinduistische weibliche Gottheit, die als Göttin des Hauses, der Ernte, des Reises, des täglichen Brotes, des Kochens, des Überflusses und der Nahrung verehrt wird. Sie verleiht auch die Gabe des guten Kochens. Annapurna soll dafür Sorge tragen, dass niemand Hunger leidet. Sie gilt als eine Form der Muttergöttin Parvati und als Frau und Shakti Shivas. Sie wird als die Erhalterin des Wohlstandes angesehen. Es wird angenommen, dass derjenige, der die Mägen der Hungrigen mit Nahrung füllt, von den Kräften der Gottheit erfüllt ist. Im hinduistischen Glauben ist die Gottheit mit der Befugnis ausgestattet, Essen in unbegrenzter Menge zu liefern. Man glaubt, dass derjenige, der sie verehrt, niemals an Nahrungsknappheit im Leben leiden wird. Sie symbolisiert den göttlichen Aspekt der nährenden Pflege und der himmlischen Fürsorge. Die Gottheit wird auch, speziell in Südindien, wo sie sehr beliebt ist und wo ihr viele verschiedene Schreine gewidmet sind, als Göttin der Fruchtbarkeit, des Reichtums und der Landwirtschaft verehrt. Der berühmteste Tempel der Annapurna befindet sich in Kashi (auch Varanasi oder Benares genannt) in Indien. Neben ihrem Mann Shiva, der dort als Vishvanatha verehrt wird, gilt sie als Königin von Kashi. In Horanadu, das etwa 100 km westlich von Chikkamagaluru im südindischen Bundesstaat Karnataka liegt, befindet sich als weitere wichtige Kultstätte der Annapoorneshwari Temple. Annapurna ist die oberste Göttin und Königin von Kashi. Es heißt, dass sie selbst nichts isst, bis alle ihre Anhänger in ihrem dortigen Tempel mit ausreichend Nahrung versorgt sind. Annapurna wird auch Mutter der drei Welten (Triloka) genannt. In ihrer 108-Namen-Hyme wird sie neben der Spendung von Nahrung auch mit Weisheit und Weltabgewandtheit in Verbindung gebracht.

## Ikonographie
Mittelalterliche Darstellungen von Annapurna sind in Indien nahezu unbekannt und nur in Nepal vereinzelt anzutreffen. Die Göttin wird stehend mit allerlei Schmuck dargestellt; in der einen Hand hält sie einen juwelenverzierten Topf, gefüllt mit Brei – in der anderen Hand eine Pfanne oder einen Löffel, um die Nahrung an Bittsteller verteilen zu können. Die Göttin trägt Schmuck am Handgelenk. In einigen neuzeitlichen Darstellungen wird sie in Sitzhaltung gezeigt und Shiva für gewöhnlich bettelnd mit einer Bettelschale in Form einer Schädelkalotte für Nahrung vor ihr. Annapurna füllt seine Schale mit ihrem Löffel. Ihre Körperfarbe ist rot. Sie sitzt oftmals auf einem Thron oder Lotus.

## Mythologie
Ein in Indien und Nepal sehr populärer Mythos erzählt folgendes: Eines Tages spielten Shiva und Parvati ein Würfelspiel. Das Spiel wurde so interessant, dass dabei Wetten abgeschlossen wurden. Parvati setzte ihre Juwelen und Shiva seinen Dreizack. Shiva verlor das Spiel und damit seinen Dreizack. Um ihn wieder zu gewinnen, wettete Shiva diesmal seine Schlange und verlor abermals. Als das Spiel schließlich endete, verlor Shiva alles, was er hatte, auch seine Bettelschale. Shiva zog sich gedemütigt in einen Wald zurück, wo sich ihm der Gott Vishnu näherte, der ihn fragte, ob er abermals spielen wolle, um alles zurückzugewinnen, was er verloren hatte. Unter seinen Ratschlägen ließ sich Shiva darauf ein und gewann alles, was er im vorherigen Spiel verloren hatte, wieder zurück. Doch die Göttin Parvati wurde misstrauisch über Shivas plötzliche Glückssträhne und nannte ihn einen Betrüger. Das führte zu einem verbalen Duell zwischen den Ehepartnern. Schließlich griff Vishnu ein und sagte, dass die Steine nach seinem Wunsch verschoben waren und sie nur unter der Illusion standen, dass sie spielten.
Die verbale Auseinandersetzung wandte sich bald in eine philosophische Diskussion um und Shiva sagte, dass Besitztümer nur vorübergehend sind. Alles sei Maya und auch die Nahrung, die wir essen sei Maya. Symbolisch sei das ganze Leben wie ein Würfelspiel – unberechenbar und außer Kontrolle. Parvati war aber nicht einverstanden, dass Nahrung nur eine Illusion ist. Sie argumentierte, dass wenn Essen nur eine Illusion sei, sie ebenfalls nur eine Illusion ist. Sie wollte wissen, wie die Welt wäre, wenn sie ohne Nahrung überleben müsse und verschwand. Ihr Verschwinden bedeutete den Stillstand der Natur – es gab keine jahreszeitlichen Veränderungen mehr; alles blieb unfruchtbar, es gab keine Regeneration und Geburt. Bald kam es zu einer schweren Dürre und Nahrungsmittelknappheit.
Shiva erkannte bald, dass er unvollständig ohne Shakti war. Götter (devas), Menschen und Dämonen (asuras) bettelten um Nahrungsmittel. Die Göttin Parvati konnte nicht ertragen, wie ihre Kinder vor Hunger umkamen, und erschien in Kashi, wo sie mit der Verteilung von Lebensmitteln begann. Shiva erschien vor ihr mit einer Bettelschale und Parvati fütterte ihn. Shiva erkannte, dass die Nahrungsmittel nicht als bloße Illusion abgetan werden können und dass sie erforderlich sind um den Körper, der Atman in sich trägt zu nähren. Seitdem wird Parvati als Annapurna, Göttin der Nahrung verehrt. Der Mythos verdeutlicht, dass die Erlösung (moksha) nicht ohne Nahrung erreicht werden kann.

## Ritual und Verehrung
Annapurna wird in vielen hinduistischen Haushalten verehrt. Die Bilder der Annapurna sind in Küchen, Restaurants und in der Nähe des Tisches zu finden, wo das Essen zubereitet wird und man nur nach dem Aufstehen für die Segnung Annapurnas das Essen serviert. Wenn die Menschen in den hinduistischen Haushalten Speisereste wegwerfen, so glaubt man, dass dies ihren Zorn erregt. Deshalb werden Krümel von Lebensmitteln nach dem Essen nicht verschwendet. Die Göttin wird am vierten Tag der Durga-Navaratri verehrt. Während des Annakuta-("Speiseberg"-)Festes wird tatsächlich ein Berg von Speisen errichtet, der ihren Tempel ausfüllt. Während eines Festes im Frühling, das sie mit dem sprießenden Reis in Zusammenhang bringt, werden ihr Bildnis und ihr Tempel mit grünen Reissprossen geschmückt.

## Bemerkungen
Die Berggruppe Annapurna Himal mit dem Achttausender Annapurna und seinen Nebengipfeln im Himalaya in Nepal tragen den Namen der Göttin.